# Alexandru Cosmescu
Alexandru Cosmescu (n. 24 mai 1922, Vorniceni, județul Lăpușna, România interbelică – d. 29 septembrie 1989, Chișinău) a fost antologist, dramaturg, poet, prozator, redactor de carte, scriitor, traducător și ziarist român basarabean, membru al Uniunii Scriitorilor din Republica Moldova.

## Biografie

### Primii ani, educație
Alexandru Cosmescu s-a născut la 24 mai 1922 în comuna Vorniceni, județul interbelic Lăpușna, România, astăzi în raionul Strășeni, Republica Moldova (după unele surse), sau la Iași (după alte surse). Oricum, se cunoaște că familia (formată din mamă, tatăl Alexandru și fratele geamăn Gheorghe), locuia în comuna Vorniceni. Mama sa era de origine evreiască și a murit când Cosmescu era copil. Își urmează studiile la Liceul „B. P. Hașdeu” din Chișinău, la gimnaziul „Alexandru Donici” și la Facultatea de Medicină a Universității de la Cluj-Sibiu.

### Debut literar
Debutează cu versuri în revista interbelică de literatură Licurici în anul 1939. În 1940 se refugiază împreună cu părinții în județul interbelic Argeș, la Pitești, în orașul natal al tatălui său, de unde, în 1941, se înrolează în armată și va participa la cel de-al doilea război mondial.
Bunicii săi materni au murit în timpul deportărilor din Holocaust.

### Revenirea în Basarabia
În 1943 este demobilizat într-un spital militar din Basarabia, iar în 1944, după refacere și recuperare, revine la Chișinău, unde îl prinde reocuparea Basarabiei de către armatele Uniunii Sovietice. În anul 1945, din ianuarie până în octombrie, a fost felcer în spitalul orășănesc de boli infecțioase nr. 3 din Chișinău.  Începînd cu anul 1945 este redactor al publicațiilor „Tinerimea Moldovei”, „Octombrie”, „Basarabia”.
În deceniul dogmatic, 1950-1960, apar o serie dintre cărțile sale, așa cum sunt Urcuș, Dealul Viei, Spre liman și Crugul lunilor. Mai târziu, îi apare antologia selectivă de traduceri Maiștri și învățăcei (1979).
La mare interval de timp, i se publică și două piese: Drumul diamantelor în 1961 și Vîrsta succeselor în 1988, în care dezbate probleme de creație, etică și morală.

### Militant al românismului
Operele lui Alexandru Cosmescu, scrise într-o limbă română cursivă, erau total opuse dogmatismului epocii staliniste și hrușciovene, ai cărui exponenți încercau prin orice mijloace rusificarea Basarabiei. Din cauza criticilor cauzate de cenzură, scriitorul s-a văzut nevoit să se refugieze în traduceri.
De-a lungul întregii sale cariere literare a activat și în calitate de ziarist, redactor de editură și consultant literar la Uniunea Scriitorilor.

### Opera de traducător
Considerat a fi un traducător talentat, Alexandru Cosmescu a tradus în limba română din autori renumiți ai literaturii ruse precum Anton Cehov, Fiodor Dostoevski, Nikolai Gogol, Maxim Gorki, Mihail Lermontov, Alexandr Ostrovski, Alexandr Pușkin, Lev Tolstoi, cât și ai literaturii universale, Hans Christian Andersen, Jean Cocteau, O. Henry, Charles Perrault, Robert Louis Stevenson, Stefan Zweig.
Alexandru Cosmescu a tradus, în cei circa 40 de ani cât a activat în acest domeniu al literaturii, aproape de 200 de cărți și două culegeri de antologie, Darul magilor în 1952 și Miraculoasele tărîmuri în 1982. La fel de apreciat în calitatea sa de traducător a fost și la dublarea filmelor în română de la studioul Moldova-film.

### Moștenire

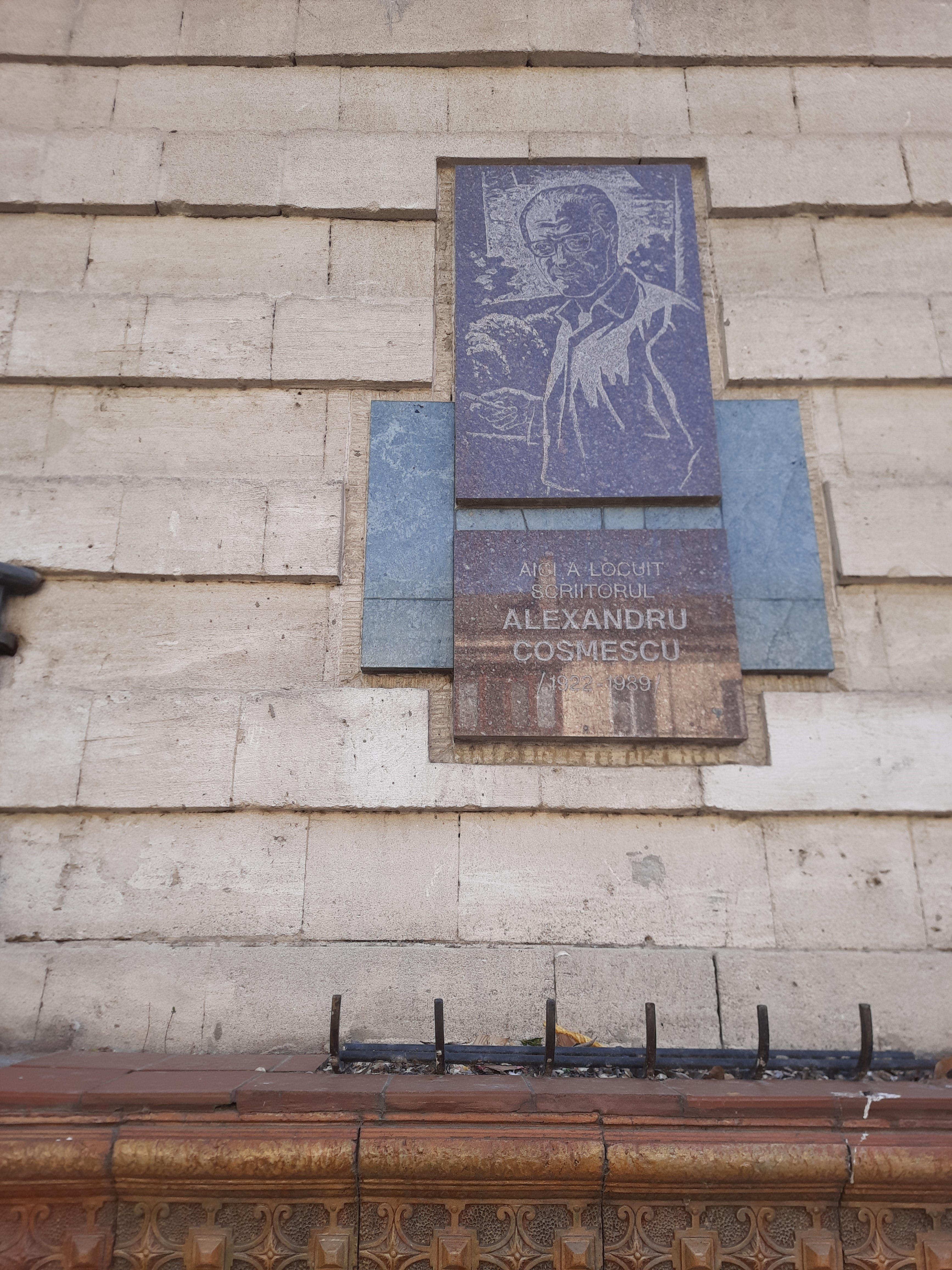
Placă comemorativă instalată pe fațada casei din Chișinău în care a locuit

A decedat la 29 septembrie 1989 la Chișinău. Numele său îl poartă o stradă din Chișinău și un salon literar la Biblioteca Republicană pentru Copii.
În 1992 a fost instalată o placă comemorativă pe fațada casei din Chișinău în care a locuit.

## Opere

### Scrieri proprii
- 1951: Urcuș
- 1952: Dealul Viei
- 1954: Spre liman
- 1958: Crugul lunilor
- 1979: Maiștri și învățăcei

### Dramaturgie
- 1961: Drumul diamantelor
- 1988: Vîrsta succeselor

### Antologii, traduceri
- 1952: Darul magilor
- 1982: Miraculoasele tărîmuri
- 1987: Pușkin Opere alese
- 1987: Tolstoi - Opere alese

### Filmografie
Filme traduse în română:
- 1979: Gingașa și tandra mea fiară, regia Emil Loteanu
- 1979: Răpirea „Savoiei”
- 1981: Bărbații
- 1983: Speranța și sprijinul
- 1984: Roua albă